# Палийска, Диана
Диа́на Бо́нева Пали́йска (20 августа 1966, Пловдив) — болгарская гребчиха-байдарочница, выступала за сборную Болгарии во второй половине 1980-х годов. Серебряная и бронзовая призёрша летних Олимпийских игр в Сеуле, обладательница бронзовой медали чемпионата мира, многократная победительница регат национального значения.

## Биография
Диана Палийска родилась 20 августа 1966 года в городе Пловдиве. Активно заниматься греблей начала в раннем детстве, проходила подготовку в местной гребной секции, состояла в пловдивском спортивном клубе «Тракия».
Первого серьёзного успеха на взрослом международном уровне добилась в 1986 году, когда впервые попала в основной состав национальной сборной Болгарии и побывала на чемпионате мира в канадском Монреале, откуда привезла награду бронзового достоинства, выигранную вместе с напарницей Ваней Гешевой в зачёте двухместных байдарок на дистанции 500 метров.
Благодаря череде удачных выступлений Палийска попала в состав сборной на летних Олимпийских играх 1988 года в Сеуле. В паре с той же Гешевой завоевала серебро, уступив в финале только команде ГДР. Кроме того, в составе четырёхместного экипажа, куда помимо Гешевой вошли также Борислава Иванова и Огняна Петрова, получила бронзу, пропустив вперёд немок и венгерок. Вскоре после сеульской Олимпиады приняла решение завершить спортивную карьеру.